# 低融点合金
低融点合金（ていゆうてんごうきん）とは、低融点を特徴とする合金である。易融合金（いゆうごうきん）とも呼ばれる。一般には、スズの融点（230℃）程度より低い融点を持つ合金を言う。用途や扱いの違いによりアルカリ金属系とそれ以外のものに分けられる。
アルカリ金属系は、その名の通りアルカリ金属間の合金であり、空気や水と激しく反応するという性質がある。そのため、密閉された状態で主に熱媒体として利用される。代表的なものとしてナトリウムカリウム合金（NaK）がある。
アルカリ金属系以外では亜鉛、インジウム、ガリウム、スズ、ビスマス、鉛などを主成分とした合金である。錫基の合金であるはんだや、ウッドメタル、ローズ合金、ガリンスタンなどがある。特にはんだは、空気中で安定であり、電子部品や日用品などの強度を必要としない接合や、温度ヒューズ・消火用スプリンクラーヘッドなどの感温材料、パイプ曲げ加工時の充填物などに広く使われている。
ただし、鉛やカドミウムは有毒であるため、これらを成分として含む場合には取り扱いに注意が必要である。